# Janus - Museum for Samtidskunst
Janus - Museum for Samtidskunst (tidligere Vestjyllands kunstmuseum) er et kunstmuseum i Janus Bygningen i Tistrup. Det er en del af Vardemuseerne og er kendt for at lægge hus til den årlige Kunstnernes Sommerudstilling.
Bygningen, der er opført i 2000 og ligger på Lærkevej 25, er opkaldt efter den romerske gud Janus.

## Galleri
- Et udvalg af Børge Christiansens værker